# Cillene
Cillene (in greco antico: Κυλλήνη?, Kullếnê) è un personaggio della mitologia greca. È una ninfa naiade delle sorgenti.

## Genealogia
Fu moglie di Pelasgo e madre di Licaone.
A volte è considerata moglie dello stesso Licaone.

## Mitologia
Eponima del Monte Cillene, il più alto nel territorio dell'Arcadia del nord dove nacque Ermes e forse per questo Cillene viene indicata come la sua nutrice nella prima infanzia.